# General Dynamics
General Dynamics és un conglomerat d'empreses nord-americà del sector aeroespacial i militar, fruit de la fusió de nombroses companyies. El 2012 es va situar com el cinquè major contractista de defensa del món per ingressos. General Dynamics té la seu a West Falls Church, en el comtat de Fairfax, Virgínia.
La companyia ha realitzat nombrosos canvis en la seva estructura des del final de la Guerra Freda, per consolidar-se com un gran contractista de defensa. General Dynamics té quatre àrees de negoci principals: sistemes marins; sistemes de combat; sistemes d'informació i tecnologia; aeroespacial. L'empresa, gràcies a la seva antiga divisió de Fort Worth, «va ser un dels majors productors d'avions de combat del món occidental»; per exemple va fabricar l'caça F-16 fins a 1993, quan la producció va ser traspassada a l'empresa Lockheed Martin. Després d'un lustre apartada, la companyia va tornar a entrar en aquest sector de negoci amb la compra de la companyia Gulfstream Aerospace.
Al llarg de la seva història, entre altres equipaments ha fabricat, a més dels avions F-16 Fighting Falcon, els avions F-111 Aardvark, el míssil de creuer BGM-109 Tomahawk, el carro de combat M1 Abrams, els míssils balístics Atlas o els destructors Arleigh Burke.